# Alaquàs
Alaquàs (em valenciano e oficialmente) ou Alacuás (em castelhano) é um município da Espanha na província de Valência, Comunidade Valenciana. Tem 3,9 km² de área e em 2021 tinha 29 649 habitantes (densidade: 7 602,3 hab./km²).

## Cidades geminadas
- Cremona, Itália
- Lanjarón, Espanha

## Demografia
| Variação demográfica do município entre 1991 e 2004 | Variação demográfica do município entre 1991 e 2004 | Variação demográfica do município entre 1991 e 2004 | Variação demográfica do município entre 1991 e 2004 |
| --------------------------------------------------- | --------------------------------------------------- | --------------------------------------------------- | --------------------------------------------------- |
| 1991                                                | 1996                                                | 2001                                                | 2004                                                |
| 24163                                               | 25514                                               | 27733                                               | 29279                                               |